# 树林彝族苗族乡
树林彝族苗族乡是中华人民共和国云南省昭通市彝良县下辖的一个民族乡。

## 行政区划
树林彝族苗族乡下辖以下村级行政区划单位：
树林村、林口村、管坝村和碗厂村。